# Sheldrick Redwine
Sheldrick Redwine (Miami, 6 novembre 1996) è un giocatore di football americano statunitense che milita nel ruolo di safety per i Dallas Cowboys della National Football League (NFL).

## Carriera

### Cleveland Browns
Redwine fu scelto nel corso del quarto giro (119º assoluto) del Draft NFL 2019 dai Cleveland Browns. Il 2 maggio firmò il suo contratto con la franchigia. Debuttò come professionista subentrando nella gara del primo turno contro i Tennessee Titans mettendo a segno un tackle. La sua stagione da rookie si concluse con 42 tackle e 2 passaggi deviati in 12 presenze, 5 delle quali come titolare.